# Edgard De Smedtstadion
Het Edgard De Smedtstadion was een voetbalstadion in Sint-Andries, deelgemeente van de Belgische stad Brugge. Tussen 1922 en 1974 vormde het het thuisstadion van Cercle Sportif Brugeois.
In 1922 werd het stadion geopend op een terrein tussen de Torhoutse Steenweg en de Magdalenastraat te Sint-Andries onder de naam RCS Brugeois-stadion. In de loop der jaren werd het stadion gemoderniseerd, om in 1949 zijn maximumcapaciteit van ongeveer 16.000 plaatsen te bereiken. Na het overlijden van een van de mede-oprichters en toenmalig voorzitter Edgard De Smedt in 1950 werd besloten het stadion te hernoemen tot het Edgard De Smedtstadion.
Toen zowel Cercle Brugge als Club Brugge in het begin van de jaren '70 in financiële moeilijkheden kwamen, nam toenmalig burgemeester Michel Van Maele het initiatief om een stadion te bouwen waarin beide ploegen zouden kunnen spelen, het Olympiastadion. Het Edgard De Smedtstadion werd verkocht aan het stadsbestuur, dat het liet afbreken. Op de vrijgekomen plaats kwam het Edgard De Smedtplantsoen een stadspark met speeltuin, garages en parkeerplaatsen. Aan de zuidkant werd in 2001-2002 de multifunctionele Magdalenazaal gebouwd.
De vroegere toegang aan de Torhoutse Steenweg is behouden gebleven.